# Gare de Brody
La gare de Brody (en ukrainien : Броди (станція)) est une gare ferroviaire située dans la ville de Brody de l'oblast de Lviv, en Ukraine.

## Situation ferroviaire
La gare est exploitée par Lviv Railways, partie de Ukrzaliznytsia.

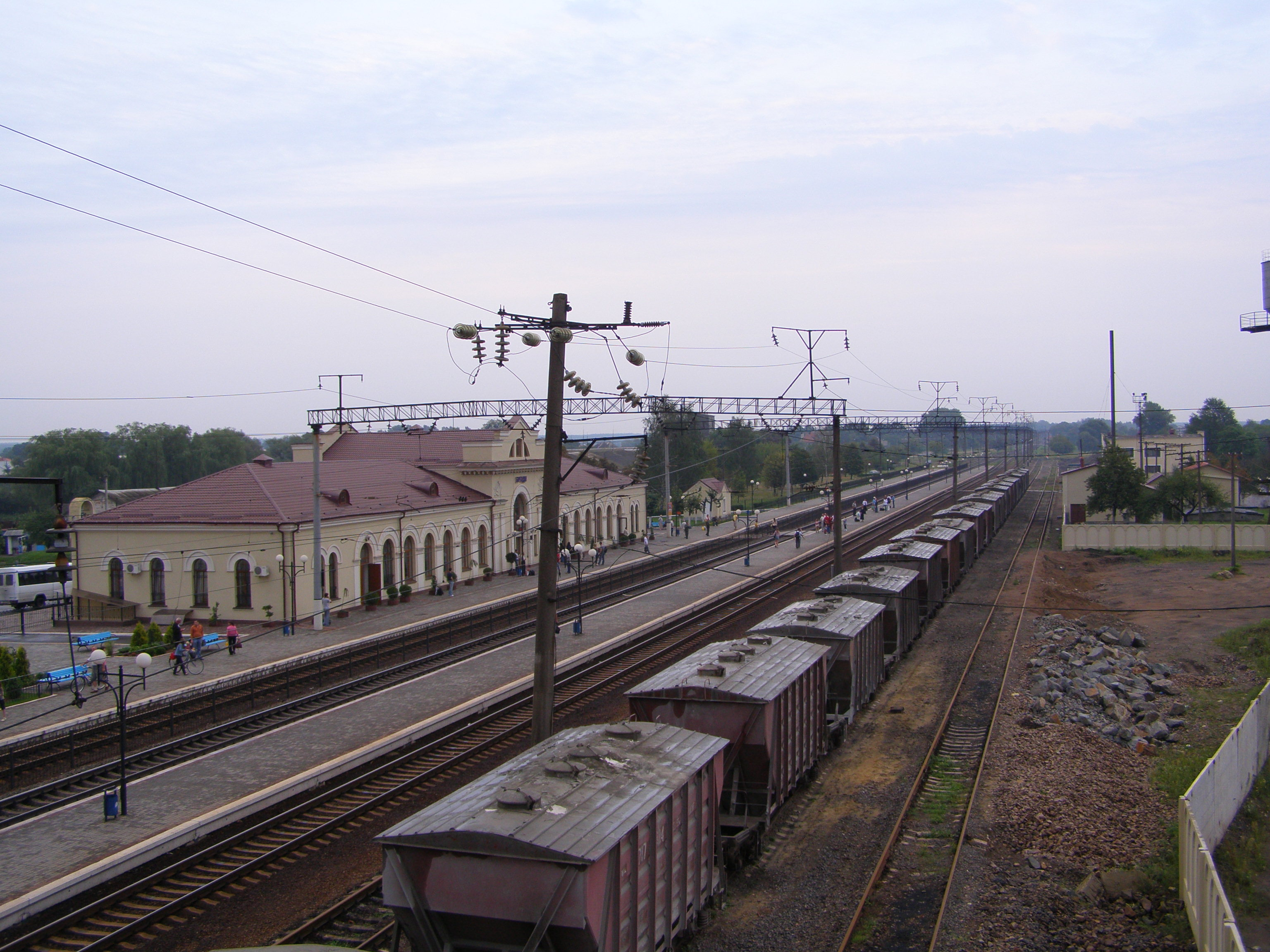
Les voies.

## Histoire
Elle faisait partie de la ligne de Chemin de fer de Galicie créée en 1864 par l'empire d'Autriche.

### Accueil

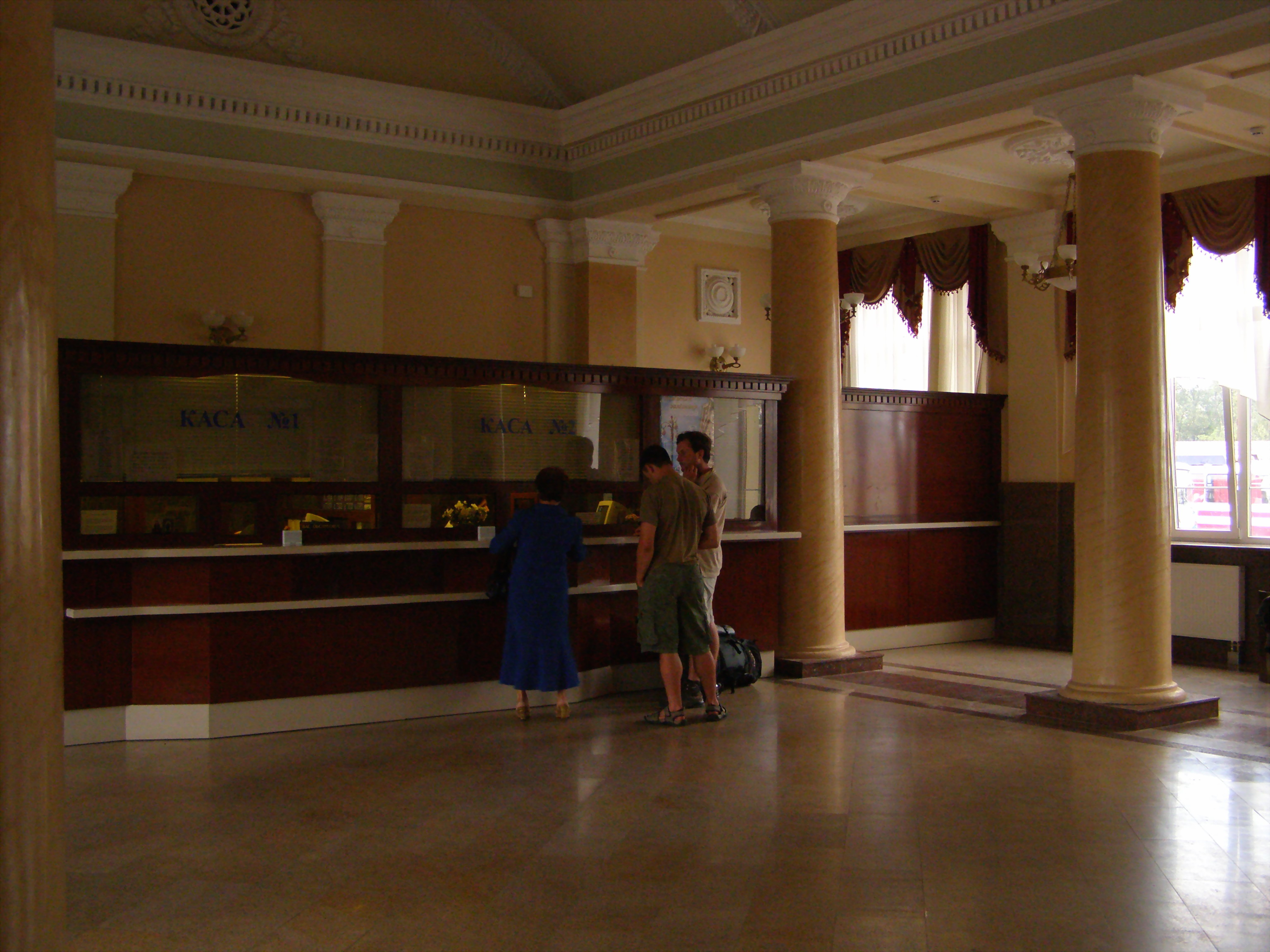
Le hall d'accueil.